# Vektorfält

En del av vektorfältet (sin y, sin x)

Ett vektorfält associerar en vektor med varje punkt i rummet. Vektorfält används ofta inom fysiken, till exempel för att ange en hastighet och riktning för en flytande vätska i rummet, eller storleken och riktningen för en kraft som varierar från punkt till punkt i rummet.
Vektorfält kan jämföras med skalärfält, vilka sammankopplar en skalär (ett tal) till varje punkt i rummet.
För kontinuerliga vektorfält kan divergens och rotation beräknas. Om divergensen är 0, så är fältet källfritt, solenoidalt. Om rotationen är 0 är det virvelfritt, konservativt. Konservativa vektorfält har en skalärpotential och solenoidala vektorfält har en vektorpotential.